# Gimnazjum im. Henryka Sienkiewicza w Harbinie

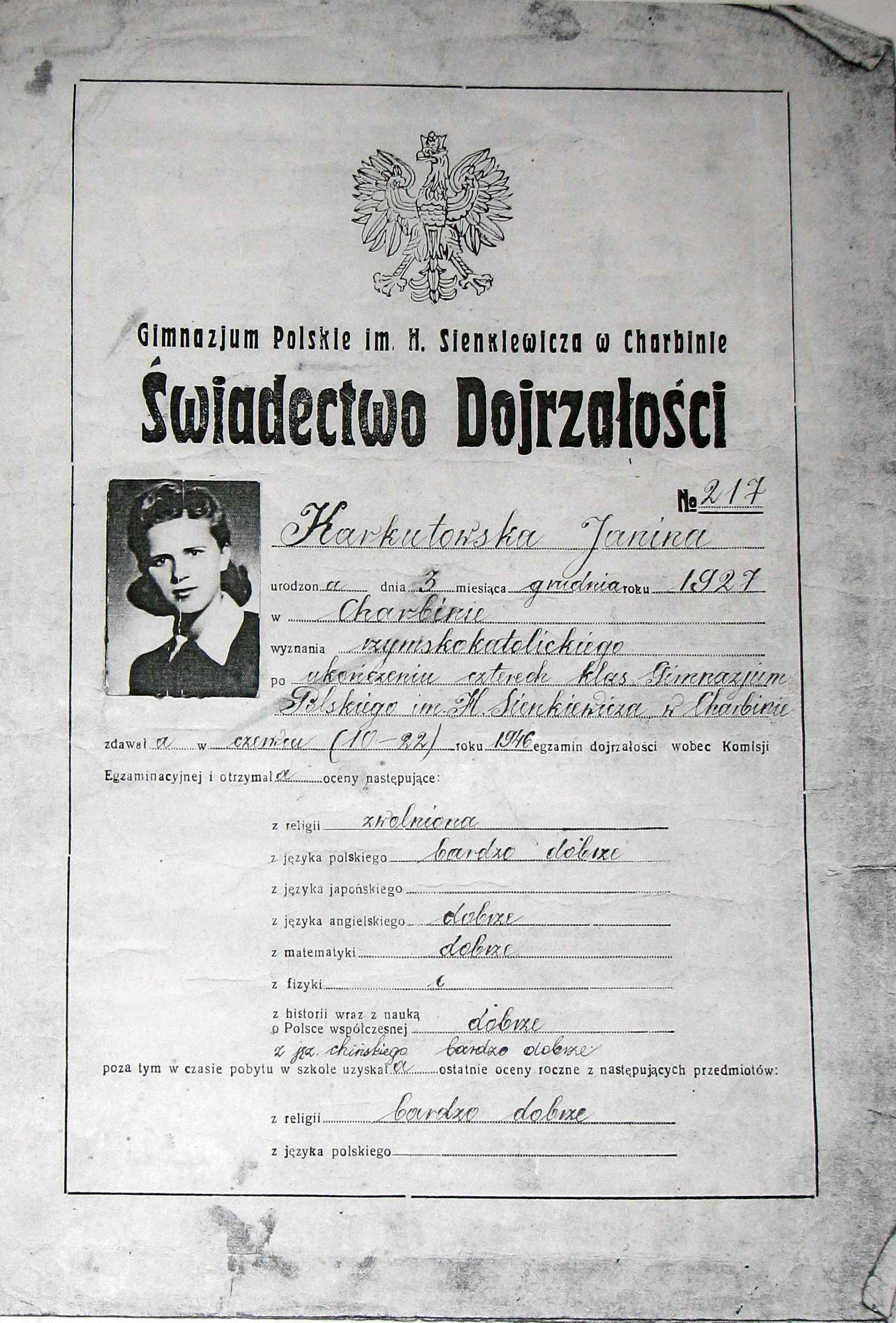
Świadectwo maturalne

Gimnazjum im. Henryka Sienkiewicza w Harbinie – polskie liceum działające w Harbinie w północnych Chinach w latach 1915–1949 (z przerwą w okresie 1944–1945). 

## Historia
Pierwotnie placówka została założona w 1912 przez proboszcza parafii harbińskiej, ks. Władysława Ostrowskiego. Początkowo funkcjonowała jako szkoła powszechna.
Szkoła powstała 3 września 1915. W 1916 utworzono gimnazjum rozwojowe, koedukacyjne. W latach 20. szkoła funkcjonowała od nazwą „Prywatne Gimnazjum Humanistyczne Koedukacyjne”. Właścicielem pozostawał ks. Ostrowski. Dyrektorami gimnazjum byli: Stanisław Janiszewski (ok. 1924), Jan Kalinowski (ok. 1926), inż. Kazimierz Grochowski (1926–1928). 
Od 1917 szkoła mieściła się w dwupiętrowym budynku wzniesionym ze składek harbińskiej Polonii, użyczonym przez parafię. Siedziba była pod adresem Wielki Prospekt nr 79.
W 1924 w zakładzie działały 3 oddziały szkoły powszechnej i 7 klas gimnazjum. W 1925 odbyły się pierwsze egzaminy dojrzałości.
Przy szkole działało kółko polonistyczne, teatr, drużyna harcerska, organizacje samokształceniowe oraz liczne kluby sportowe (m.in. siatkarski, koszykarski, hokejowy). Od 1920 szkoła znajdowała się pod zarządem administracyjnym i patronatem Rady Opiekuńczej, podległej konsulatowi RP w Harbinie.
Szkoła została zlikwidowana 1 stycznia 1944 przez japońskie władze okupacyjne. Jej działalność wznowiono po wyzwoleniu Mandżurii przez wojska radzieckie. Od 1946 władze chińskie rozpoczęły stopniową likwidację etatów, m.in. dyrektora i bibliotekarza, a rok później przejęły budynek szkoły na cele wojskowe. Działania te wpłynęły na decyzję harbińskiej Polonii o ostatecznej likwidacji szkoły, która nastąpiła wraz z wręczeniem ostatnich świadectw maturalnych 4 maja 1949.

## Program nauczania
W szkole początkowo nauczano jedynie geografii oraz historii Polski, języka polskiego i polskiej literatury. W późniejszym okresie nauczano również kaligrafii, arytmetyki, chemii, fizyki, geometrii oraz przyrody, co związane było z przyjęciem w roku szkolnym 1921/1922 programu nauczania wydanego przez Ministerstwo Wyznań Publicznych i Oświecenia Publicznego w Polsce. W 1923 ministerstwo przyznało harbińskiemu gimnazjum uprawnienia szkoły państwowej, a rok później uznało wydawane w nim świadectwa maturalne.
Po upadku caratu w Rosji program nauczania rozszerzono o kurs orientalistyczny, w skład którego wchodziły historia, kultura i gospodarka krajów Dalekiego Wschodu. W roku szkolnym 1930/1931 wprowadzono język angielski, chiński, buchalterię i stenografię. Po japońskiej agresji na Mandżurię w 1932 roku do programu nauczania dodano język japoński oraz geografię Dalekiego Wschodu. Język japoński w 1945 zastąpiono językiem rosyjskim, dodano również przedmiot „wiedza o Polsce współczesnej”.

## Absolwenci
- Stanisław Dróżdż – odznaczony orderem Virtuti Militari, uczestnik bitwy o Monte Cassino
- Edward Kajdański – pisarz, dziennikarz, dyplomata
- Walenty Kuczyński – sportowiec (potem nauczyciel gimnazjum harbińskiego),
- Teodor Parnicki – pisarz
- Julian Samójłło – profesor górnictwa odkrywkowego na AGH w Krakowie[4][5]
- Jan Sołecki – profesor ekonomii na Uniwersytecie Kolumbii Brytyjskiej w Vancouver
- Witold Świderski – porucznik Dwunastego Pułku Ułanów, zatknął flagę polską na zdobytym klasztorze Monte Cassino
- Bronisław Banderski – muzyk, pionier życia muzycznego w Szczecinie

## Nauczyciele
- Czesław Bobolewski (1907–1993) – polonista, profesor w Szkocji.
- Zbigniew Folejewski – profesor, polonista, wykładał na uniwersytetach w Szwecji, w Stanach Zjednoczonych, profesor University of British Columbia w Vancouver (Kanada), doktor honoris causa Uniwersytetu Warszawskiego z 1973
- Kazimierz Grochowski – geolog
- Władysław Ostrowski – katecheta